# يان همفريز
يان همفريز (بالإنجليزية: Ian Humphreys)‏ هو لاعب اتحاد الرغبي أيرلندي، ولد في 24 أبريل 1982 في بلفاست في المملكة المتحدة.

## وصلات خارجية
- يان همفريز على موقع دوري الرغبي الممتاز (الإنجليزية)
- يان همفريز على موقع سلسلة سباعيات الرغبي العالمية - رجال (الإنجليزية)
- يان همفريز على موقع ItsRugby.co.uk (الإنجليزية)